# Hajki
Hajki – wieś na Ukrainie, w obwodzie wołyńskim, w rejonie kowelskim. W 2001 roku liczyła 210 mieszkańców.
Do 2020 w rejonie turzyskim.